# یواس‌اس پلاک (ام‌اس‌او-۴۶۴)
یواس‌اس پلاک (ام‌اس‌او-۴۶۴) (به انگلیسی: USS Pluck (MSO-464)) یک کشتی بود که طول آن ۱۷۲ فوت (۵۲ متر) بود. این کشتی در سال ۱۹۵۴ ساخته شد.